# Pierre Mendès France
Pierre Mendès France   (3r districte de París, 11 de gener de 1907 - 16è districte de París, 18 d'octubre de 1982) fou un polític francès, Primer Ministre de França durant la dècada dels anys 50. El seu govern va tenir una gran importància en la vida política del país, i marcà amb les seves formes la política de França fins a gairebé en l'actualitat. Encara avui és un dels referents de l'esquerra francesa.